# Keita Endo
Keita Endo (遠藤 渓太 Endo Keita?), född 22 november 1997, är en japansk fotbollsspelare som spelar för Union Berlin.

## Klubbkarriär
Den 25 juli 2020 lånades Endo ut av Yokohama F. Marinos till tyska Union Berlin på ett låneavtal över säsongen 2020/2021. Låneavtalet hade en köpoption som Union Berlin sedermera utnyttjade.

## Landslagskarriär
I maj 2017 blev han uttagen i Japans trupp till U20-världsmästerskapet 2017.
Endo debuterade för Japans landslag den 10 december 2019 i en 2–1-vinst över Kina.